# Miasszonyunk-templom (München)
A Miasszonyunk-templom (Dom zu Unserer Lieben Frau, közismertebb nevén Frauenkirche) München egyik legrégebbi és legnagyobb temploma a történelmi városközpontban. Rangját tekintve 1821 óta a München-Freisingi főegyházmegye főszékesegyháza.
Gótikus stílusban épült, alapkövét 1468-ban rakták le, miután lebontották az 1271-ben elkészült háromhajós román stílusú elődjét. A dóm építési munkálataival Jörg von Halsbachot bízták meg. A boltozat 1477-ben készült el, 1488-ban a két torony, ezeknek a kupolái azonban csak 1525-ben kerültek föl. A háromhajós téglaépületet, amelyet körbefutó kápolnák öveznek, a korban rendkívül gyorsnak számító építkezést kövezően 1494-ben szentelték fel. 
Az épület a világ legnagyobb csarnoktemploma, és az Alpoktól északra található három legnagyobb téglatemplom egyike, a hajó és a kórus alapterülete 3548 m², és közel 20 000 állóhellyel rendelkezik. A belső tér három egyforma magasságú hajóból áll, melyeket csillagboltozat köt össze.A belső tér egykor gazdag berendezéséről még mindig tanúskodik Hans Krumpper jelentős síremléke, amely IV. Lajos német-római császárnak készült, és a déli oldalhajó végében található. A fejedelmi sírboltba lépcső vezet, ott IV. Lajostól kezdve egészen a 20. században elhunyt III. Lajos bajor királyig bezárólag a Wittelsbach-házi uralkodók sírjai találhatóak. A főbejárat és a többi ajtó tervét Ignaz Günther készítette, a berendezések és szobrok egy része a 15. és 16. századból származik. 
A München jelképének számító óriási templom hossza 109 méter, szélessége 40 méter, a hajó falai körülbelül 37 méter magasak. A széles körben elterjedt legenda ellenére, miszerint a két torony jellegzetes kupoláinak magassága pontosan egy méterrel különbözik egymástól, ezek szinte azonos magasságúak: az északi torony 98,57 méter, a déli torony 98,45 méter magas. Mivel a városvezetés a belvárosban, a Mittlerer Ring (Középső Gyűrű) területén belül nem engedélyezi 100 méternél magasabb épületeket, és egy 2004 novemberi népszavazás óta a gyűrűn kívül sem építhetők magasabb épületek a város területén, így a tornyok messziről láthatók, és máig dominálják München látképét. A déli torony lifttel megközelíthető, az északi torony nem látogatható.

## Története

### Korábbi épületek
A 13. században a Wittelsbachok a mai Frauenkirche helyén, akkoriban a fallal körülvett város szélén, egy Mária-kápolnát építtettek. Kezdeményezésükre 1271. november 24-én II. Konrád freisingi püspök plébániajogot adott neki. Konrád ezzel azonban csak formálisan erősítette meg a Wittelsbachok által létrehozott tényállást. A késő román stílusú, háromhajós bazilikáris elrendezésű épület nyugati oldalán kettős toronyhomlokzat és előcsarnok, keleti oldalán pedig kórus volt. IV. Lajos német-római császár gótikus stílusban újíttatta fel a kórust, és ott emeltetett síremléket 1322-ben elhunyt feleségének, Beatrix von Schlesien-Schweidnitznek, ahová 1347-ben őt is eltemették. Azóta a templom a Wittelsbach-család müncheni ágának sírhelyeként szolgált. Körülbelül 200 éves fennállása alatt a templomot a plébánia gazdag patrícius családjai gazdagon ellátták oltárokkal, üvegfestményekkel és más adományokkal, amelyeket később az új templomba is átvittek.

### A késő gótikus templom építése
Az új épület építésének okáról több legenda is kering, például az, hogy Zsigmond herceg egy vadászat során Münchenre nézett, és úgy vélte, hogy a városnak szüksége van egy templomra, amely messziről jelzi a város jelenlétét. Egy másik legenda szerint egy misén az öreg templomban egy lány összeesett és meghalt, mert a hívekkel teli templomból nem tudták időben kivinni. Erre a herceg megesküdött, hogy új, tágasabb templomot építtet, hogy ilyesmi többé ne fordulhasson elő. Egy részletesebb történet hasonlóan szól: egy nap a teltházas elődépületben téves tűzriadó volt. München legszebb lányát a templomból menekülő emberek pánikjukban halálra taposták. Zsigmond herceg fiatalkorában egy alacsony rangú lányba szerelmes volt. A lány azonban félelmében elutasította a házasságot, mert nem akarta, hogy úgy bánjanak vele, mint Agnes Bernauerrel, akit alacsony származása miatt kegyetlenül megölt apósa, Ernst herceg. Mivel a templomban balesetet szenvedett lány a herceget szerencsétlen szerelmére emlékeztette, és nem akartja, hogy értelmetlenül haljon meg, a lány emlékére felépíttette a Frauenkirche templomát.
Valójában azonban valószínűleg a népesség növekedése, a müncheni polgárok megnövekedett önbizalma és reprezentációs igényük döntött az új épület építése mellett. Az építkezést Jörg von Halsbach (más néven Jörg Halspach vagy Jörg Ganghofer) végezte, aki egyidejűleg (1470-ben) a régi müncheni városházát is építette. Egy letisztult épület mellett döntött, amelynek díszítése is egyszerű volt. A városi tanács egyetértett ezzel, mivel az építész költségvetési és anyagbeszerzési okok miatt a téglaépület mellett döntött, mivel a közelben nem volt kőbánya.
1468. február 9-én Zsigmond herceg és Tulbeck püspök letette az új Marienkirche alapkövét, 1472-ben pedig lebontották a régi templomot. Az építkezés viszonylag gyorsan haladt. A hatalmas tetőszerkezetet még az épület íves részének megépítése előtt helyezte el Heinrich von Straubing mester. Heinrich 147 nehéz rakományú építőfa-tutajra volt szüksége a tetőszerkezethez, ebből 49 volt tetőfedő és 43 fűrészáru-tutaj, összesen körülbelül 630 köbméter faanyagot használtak fel. A tornyok a toronycsúcsok kivételével, már 1488-ban elkészültek. Így mindössze 20 év alatt elkészült a templom, ami más nagy templomokhoz képest nagyon rövid építési időnek számított. Röviddel a befejezés után Jörg von Halsbach meghalt, és a templomban temették el.
Az építkezés finanszírozásához az egyház először az régi templom már meglévő, bőséges alapítványaira támaszkodhatott, például eladva a telket és az épületeket. Amikor 1479-ben a források kimerültek, IV. Szixtus pápa teljes búcsút ajánlott azoknak, akik 1480 és 1482 között a Laetare vasárnapjától a Judica vasárnapjáig (nagyböjt 4. és 5. vasárnapja) tartó héten Münchenbe zarándokoltak, ott gyónni mentek és egy heti bérüket adományozták az építés céljára. Az így befolyt pénzt, több mint 15 000 rajnai guldent az építkezés finanszírozására fordították. A templom felszentelésére, amely a késő gótikus bajor városi plébániatemplomok hagyományának utolsó főművének tekinthető egyszerű, visszafogott stílusával, valószínűleg 1494. április 14-én került sor Freising herceg-püspöke, Sixtus von Tannberg vagy egy képviselője által. Sixtus hosszú ideig ellenezte az Ilmmünster és Schliersee kolostorok egyesítését, ezért nem volt elragadtatva az új építkezéstől. Az oldalsó oltárokat már a felszentelés előtt bevitték a templomba és újra felszentelték (például a ötvösök Szent Katalin-oltárát már 1471-ben újra liturgikus célokra használták), hogy ott misét lehessen celebrálni. A tornyok csak 1525 körül készültek el a jellegzetes „Welschen Hauben” (olasz stílusú hagymakupolák) felhelyezésével, miután néhány évvel korábban, a landshuti örökösödési háború alatt, a még kupola nélküli tornyokra ágyúkat állítottak fel München védelmének érdekében.
A hagyományosan a város fő plébániatemplomának számító Szent Péter-templommal szemben a Marienkirche felértékelése érdekében IV. Albert herceg 1492-95-ben megalapította a Zu Unserer Lieben Frau kolostort az Ilmmünster és Schliersee kolostorok egyesítésével, amelyekből aztán magával hozatta az új társszentek, Ilmmünsterből származó Szent Arsacius és Schliersee-ből származó Szent Sixtus ereklyéit is. Arsatius ereklyéjének átszállításakor súlyos összetűzésekre került sor a helyi lakossággal, akik nem akarták elengedni „saját” szentjüket.
A felszenteléskor a Wittelsbach-család adományaként a régi részek felhasználásával az ablakok és a legfontosabb oltárképek is elkészültek. 1502-ben Erasmus Grasser befejezte a kóruspadok építését. A 16. században újabb alapítványokat adományoztak a templom befejezésére és fenntartására.

### A kora újkorban
A reformáció során 1576-ban Meißenből mentették ki az 1523-ban szentté avatott Szent Benno ereklyéit, mivel azokat egyébként megsemmisítették volna a protestánsok. A csontokat Münchenbe, a Neue Vestébe szállították. A Wittelsbach-ház ezt személyes diadalnak tekintette a protestánsok elleni küzdelemben. 1580-ban végül a ereklyék a Frauenkirchébe kerültek. Nagy tisztelet övezte őket, ami 1601-től a udvar által kezdeményezett új belső építéséhez vezetett. A belső teret barokk stílusban alakították át és újrafestették. 1604-ben Hans Krumpper szobrász megalkotta a Bennobogent, egy diadalívet a kórus bejáratánál, amely öt oltárt ölelt át, köztük Szent Bennoét. A boltívet a tetején egy diadalkereszt zárta le. 1620-ban készült el a monumentális főoltár, amely Mária mennybemenetelét ábrázolta, és Peter Candid műve volt. A 1622-ben készült, fekete csiszolt mészkőből és bronzból készült síremlék, amelyet többek között V. Albert megvalósítatlan síremlékének bronzfigurái díszítenek, a történelem során többször is áthelyezték, és szintén Hans Krumpper alkotása. A 17. és 18. században fokozatosan minden oltárt új festményekkel és retablókkal láttak el. 1770-72-ben Ignaz Günther új ajtószárnyakat és új domborműveket készített a kóruspadokhoz. Végül 1780-ban Roman Anton Boos szószéke zárta le a nagy átépítést.

### 19. század
1801 és 1927 között a Frauenkirche északi tornyának sisakja képezte a nullapontot az első bajor kataszteri felméréshez a bajor Soldner-koordinátarendszer szerint.
A bajor szekularizáció során 1802-1803-ban a kolostort feloszlatták, és a berendezés egy részét megsemmisítették vagy a bajor állam elkobozta. München azonban a következő egyházi adminisztráció átszervezése során érseki székhely lett, és azóta a plébániatemplomként épült Frauenkirche főszkesegyházzá vált.
1821-ben a hercegi kriptát kibővítették, ami a szentély megemelését jelentette. A külső megjelenés tekintetében Ludwig Lange és Matthias Berger tervei szerint a két templomtorony kupoláját vagy neogótikus nyolcszögletű hegyes kupolákkal, vagy szintén átalakított neoreneszánsz kupolákkal akarták helyettesíteni., ám egyik terv sem került végül megvalósításra, a templom belseje azonban következetesen újjáépült. A székesegyház 1858 és 1868 között tartó neogótikus „megtisztításának” kertében, amelynek során a korábbi reneszánsz és barokk berendezés nagy részét eltávolították, 1858-ban az egyik első intézkedésként a Bennobogen is áldozatul esett. A radikális neogótizáló munkálatokat 1858-tól kezdve először Matthias Berger építész kezdte meg, majd egy vita után a felelős építési bizottsággal 1863-tól Ludwig Foltz folytatta azokat, egészen 1867-ben bekövetkezett haláláig. A „restaurálási intézkedés” művészettörténeti és műemlékvédelmi szempontból egyaránt történelmi jelentőségű pusztítás volt, amelynek áldozatául estek a korábbi korszakok fontos műalkotásai. Ez azonban megfelelt a 19. századi korabeli európai restaurálási gyakorlatnak, amelyet Eugène Viollet-le-Duc purista elképzelései jellemeztek. Ráadásul akkoriban a gótikát tartották a leginkább egyházi stílusnak. A Frauenkirche berendezése ezért gazdag neogótikus stílusban készült el, amely a gótika különböző korszakait ötvözte. A flamand festő Peter Candid késő manierista stílusú főoltárát egy neogótikus szárnyas oltár (Anselm Sickinger készítette Matthias Berger tervei alapján) váltotta fel, gazdag díszítéssel és Moritz von Schwind festő szárnyképeivel, amelyek Szűz Mária életét ábrázolták. Az összes oldalsó oltárt is kicserélték. Anselm Sickinger új szószéke, amelyet gazdagon díszített hangvető fedél koronázott, felváltotta Roman Anton Boos korábi hangvető-fedélfigurájával ellátott szószékét. A boltozatot csillagos égboltonként színesre festették. A templom átalakítását Gregor von Scherr érsek kezdeményezte. 

### 20. század
1930 és 1932 között a neogótikus berendezés átfogó restauráláson esett át. Ennek során megváltoztatták a falak és a boltívek színvilágát, de a berendezést megőrizték. A második világháborúban a Frauenkirche 1943 és 1945 között légitámadások következtében súlyosan megrongálódott, a csarnokboltozat részben beomlott, és a berendezés egy része megsemmisült. A neogótikus berendezést a háború alatt nem menekítették ki a templomból, mivel nem tulajdonítottak neki olyan történelmi jelentőséget, mint a középkori eredeti műalkotásoknak, mint például az üvegablakoknak. Csak az első súlyos károk bekövetkezte után próbálták meg legalább Schwind szárnyas oltárának festményeit megmenteni, amelyek azonban a következő bombázás során megsemmisültek. A háború után a neogótikus berendezésből még nagy része megmaradt az oldalsó oltároknak, de a takarítási munkálatok során azokat feldarabolták és elszállították. Ugyanez történt az eredeti gótikus kóruspadokkal is, amelyekből csak Erasmus Grasser szobrait mentették meg és használták fel újra a háború után.
Az újjáépítés során az eredeti gótikus tengelyablakot gazdag traverzával kibővítették és a déli oldalra helyezték át. Helyére az úgynevezett Scharfzandt-ablak került, amelynek gótikus üvegfestményei megmaradtak, ezt a kórus közepére helyezték, hogy az új, kisebb és egyszerűbb főoltárral ne keletkezzen üres tér. A háború utáni évek ízlésének megfelelően a templom újjáépítése 1948 és 1955 között (1. fázis, C. Th. Horn szerint) először csak szűkös és díszítetlen formában történt. 1957-ig a két kriptát kibővítették és átalakították.
1971 és 1972 között a második vatikáni zsinat előírásainak megfelelően átalakították és lejjebb helyezték az oltárteret. 1980 és 1981 között újratervezték a belső teret, és a boltívbordákat okker színűre festették. 1984 után a templom tetőzetébe visszaépítették az eredeti tetőablakokat, amelyekről az első építési fázisban lemondtak. A Frauenkirche külső falain található, a Salvatorkirche egykori temetőjéből származó mintegy 120 epitáfiumot 1982-83-ban akrilgyantával konzerválták. Sok közülük gazdag müncheni családoké volt, és koruk több száz év.
Az 1994-ben ünnepelte 500 éves jubileumát megelőzően, 1989-től kezdődően a tornyokat és a belső teret restaurálták. Az eredeti berendezésből csak a kórusablakok üvegfestményei és néhány festmény és szobor maradt meg, ezeket más darabokkal egészítettek ki, amelyeket a tisztítás után a freisingi egyházmegyei múzeumba szállítottak. Így a templom belseje a 1989 és 1994 közötti átfogó restaurálás óta ma ismét gazdagabban van berendezve, mint a háború utáni első évtizedekben.

## Építészeti jellemzői

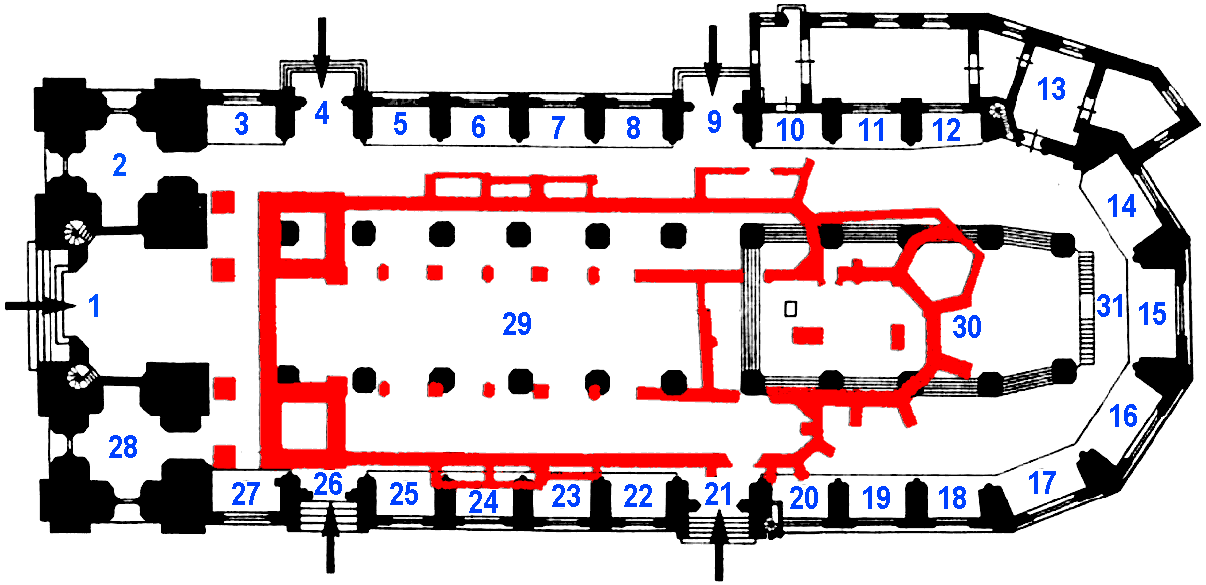
A történelmi és a jelenlegi templom alaprajza1 = Főportál, 4 = Szixtusz-portál, 9 = Benno-portál, 13 = Szentségi kápolna, 21 = Donát- avagy Menyasszonyi portál, 26 = Arsatius-portál

Az épület szinte kizárólag téglából épült, késő gótikus, háromhajós csarnoktemplom, sokszögletű szentélykörüljáróval, amelyet a hosszanti oldalakon lévő oldalkápolnák és a körfolyosó stabilizálnak. Az épületet tagoló párkányok pollingi mészkőből készültek. Ez az utolsó és egyben legnagyobb csarnoktemplom, amelyet a Wittelsbach-család rezidenciavárosában építettek.
A késő gótikus téglaépület, amelyet kápolnák vesznek körül, 109 méter hosszú, 40 méter széles és 37 méter magas. A széles körben elterjedt legenda ellenére, miszerint a két jellegzetes kupolás torony magassága pontosan egy méterrel különbözik egymástól, valójában szinte azonosak: az északi torony 98,57 méter, míg a déli torony csak 98,45 méter, vagyis mindössze 12 centiméterrel alacsonyabb. Az eredeti terv szerint a tornyok tetejét hegyes csúcsdíszek koronázták volna, hasonlóan a kölni dómhoz, de ezeket pénzhiány miatt soha nem építették meg. Helyettük a reneszánsz idején két kupolát emeltek, amelyek nem illeszkednek az épület építészeti stílusához, de az évszázadok során München jellegzetes nevezetességeivé váltak. Körülbelül 185 000-206 000 m³-es zárt légtérrel rendelkezik, amelyből 150 000 m³ a boltozat magasságáig terjed, ezzel a 14. legnagyobb a világ templomai közül.
A templom zárt és kívülről egyszerű – Jörg von Halsbach a legtöbb gótikus templomban szokásos támpilléres szerkezetet a belső térbe helyezte át. Az egyes pillérek folytonos falazatként lettek felépítve, és a mellékkápolnák elválasztó falaként szolgálnak. Ugyanezen elv alapján épült a gdański Szűz Mária-templom és az albi katedrális is, amelyek szintén a téglaépítészet legkíválóbb alkotásai közé tartoznak.
Az épület keletelt fekvésű, a nyugati homlokzati westwerkes tornyok hatalmasnak tűnnek és vonzzák a tekintetet, mivel jóval magasabbak, mint a hajó tetőgerince. Négyzet alakú alapjuk felfelé enyhén keskenyedik, egészen a tetőgerinc magasságáig. Ott nyolcszögletűvé válnak, és úgynevezett „welch” kupolákkal zárulnak, amelyeket azonban csak 1525-ben helyeztek el. Egy ideig a kora reneszánsz termékei voltak, de a hagymakupolák valószínűleg a feltételezett Salamon templomára vezethetők vissza Jeruzsálemben. Ez azonban valójában a mai Sziklamecset, amelyet akkoriban tévesen az ókori templomnak tartottak; a tető formájának másolásával a hívőknek utalást akartak adni a mennyei Jeruzsálemre. A korábban Templum Domini néven ismert keresztény épület képei az 1486-ban megjelent Peregrinatio in terram sanctam című műben Bernhard von Breidenbach fametszetein és az 1493-as Nürnbergi krónika című műben váltak ismertté a birodalomban, és ezen képek alapján terjedtek el a következő évtizedekben.

## Az épület külseje

### Homlokzat

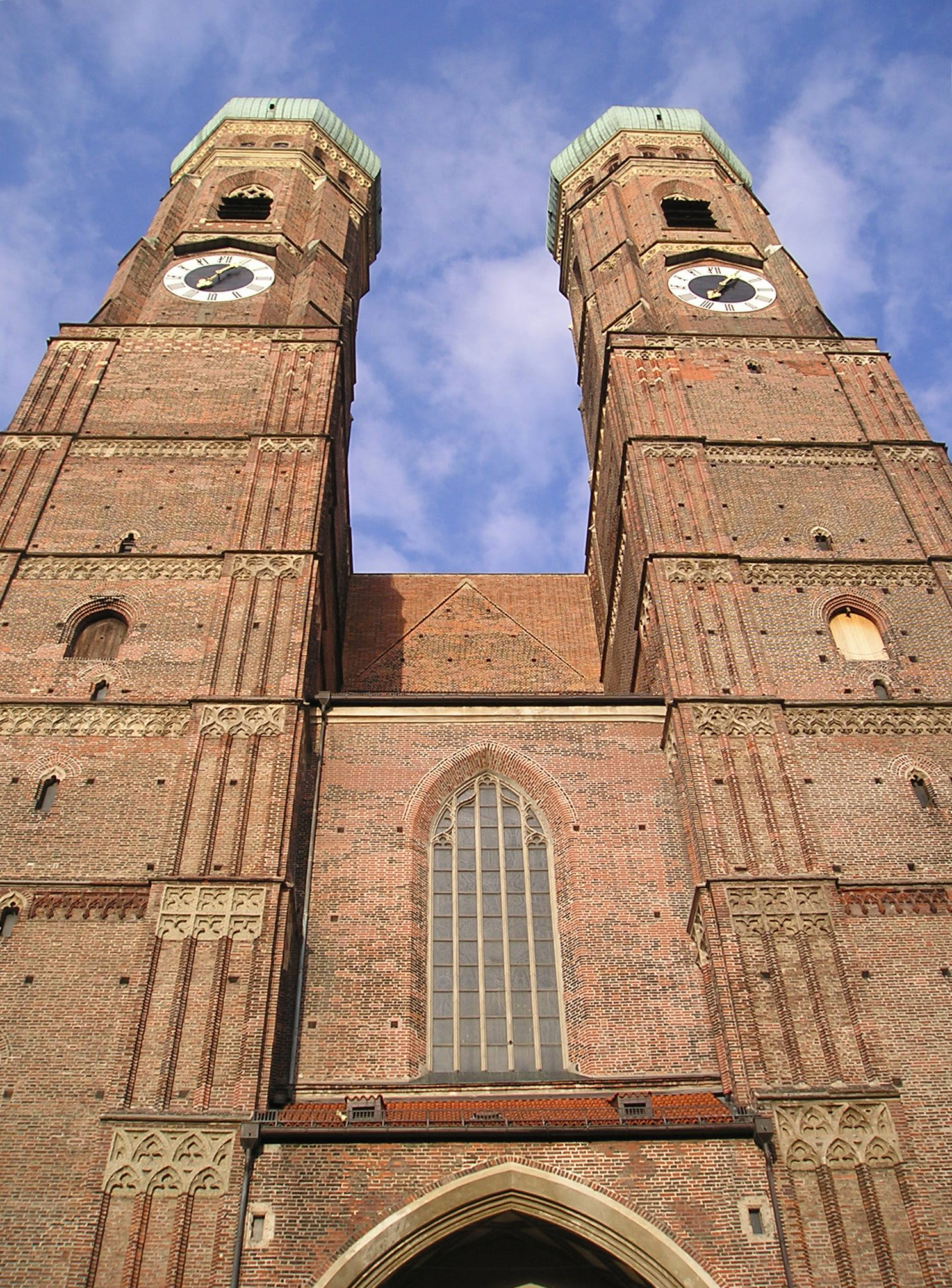
A templom visszafogott tégla főhomlokzata

Az épület külseje a gótikus stílusú, a faragott kőből épült templomokhoz képest kevés díszítéssel rendelkezik. Még a balti-tengeri térség téglagótikus stílusú templomaihoz képest is egyszerű és letisztult a falak kialakítása és az épület összessége. A tornyok sarkain a legegyszerűbb három- és négyosztatú lóherelevél alakú mérmű díszítés található meg csupán, a mellékhajók külső falain pedig formázott téglákból készült domborművek láthatók. De éppen ez a méltóságteljes egyszerűség teszi az épületet hatalmasabbá és impozánsabbá, mint amit a gazdag díszítés elérhetne. Pablo de la Riestra ezzel kapcsolatban így ír: „Valóban, a terv sűrűsödött. A formai gazdagság feladása nem vezetett esztétikai elszegényedéshez; éppen ellenkezőleg, ezáltal nőtt az építészet által sugárzott hatalmas erő. Ez a megközelítés bizonyos szempontból hasonlít a 20. századi modernizmusra, amely a „kevesebb több” mottóval indult.” A legkiterjedtebb, de egyben legdiszkrétebb díszítést a tufakő frízek jelentik, amelyek hosszúkásan körbefutnak, elválasztva a kápolnasor köríves tetőzetét a hajó többi részétől, valamint a tornyok emeletosztását.
A balti-tengeri térség tégla templomaihoz és a dél-francia gótikus templomokhoz hasonlóan a müncheni Frauenkirche homlokzatán is alig találunk figurális díszítéseket. Itt ezek a homokkő portálokra koncentrálódnak, és tartalmilag két motívumra korlátozódnak, amelyek minden bejáratnál visszatérnek, nevezetesen Szűz Mária és a fájdalmas Krisztus alakjára. A figurák konzolokon vannak elhelyezve az ajtókon.
Az északi, keleti és déli külső falak alján számos epitáfium található. Ezek a templomot körülvevő egykori temetőre emlékeztetnek. Higiéniai okokból a temetőt bezárták és áthelyezték, de korábban a polgárok többször is sikeresen megakadályozták ezt. 1773-tól azonban csak a már meglévő családi sírhelyeken lehetett temetni, és 1800-ban megtörtént a lezárás, és a terület lekövezése. A falon a gazdagabb polgárok megmaradt kő epitáfiumai találhatók. Ezek részben figurális díszítéssel rendelkeznek, egyes szövegek alig vagy egyáltalán nem olvashatók. 1984-85-ben a Messerschmitt Alapítvány segítségével konzerválták őket. Az egyik megmaradt sírkő például a barokk jeles művészéé, Cosmas Damian Asamé.

### Portálok
A templomnak öt portálja van, a főportál a nyugati homlokzat (westwerk) tornyok között, két-két portál pedig a hajó hosszanti oldalain található. Mindegyiket csónakíves keret veszi körül. A nyugati és a délkeleti portálon levéltekercses díszek (más néven crocketek) láthatók. A két északi portál feletti timpanonokat mérművek borítják. Az összes ajtólapot Ignaz Günther készítette 1772-ben.

#### Főportál
A főbejárat portálja Szűz Máriának lett szentelve. A kagylós íves boltív keresztvirágban végződik. A figurális díszítést Krisztus, mint a fájdalom embere, és Mária alakjai alkotják. Ezek még a régi templomból származnak, és 1330-40 körül készültek. Az ajtószárnyakat a második világháború után egyszerűsített formában rekonstruálták. A kapu felső részén, a timpanonra emlékeztető medallionban Mária mint szeplőtelen fogantatású és a Napba öltözött asszony látható domborműben. A kapu többi része különböző motívumokkal díszített, amelyek többek között utalnak az ábrázolt szentekre, illetve a kapun keresztül elérhető templomrészekre. A kapuszárnyak két oldalát jón oszlop határolja. A többi ajtó is ezt a sémát követi, csak a medallionban kiegészülnek a portálnévadó szentjeinek alakjaival. Az ajtó jobb oldalán található a déli toronyhoz vezető lépcső és egy dombormű az Olajfák hegyén játszódó jelenettel (Jézus imádkozik, míg tanítványai alszanak). Ez a dombormű egyben menedékjelként szolgált az üldözöttek számára.

#### Arsacius-portál
A délnyugati bejárat Szent Arsaciusnak, Milánó védőszentjének és az Ilmmünster apátság védőszentjének van szentelve, aki 1492-95-ben, az apátság és a Schliersee apátság egyesülésekor „magával hozta” ereklyéit. A portált egy angyali üdvözlet jelenet díszíti. A bal oldalon áll az angyal, aki az üdvözletét mondja, a jobb oldalon Mária fogadja ezeket a szavakat.Ez a legegyszerűbb, legkevésbé díszes portál. A figurák másolatok. Az eredeti, körülbelül 1400-ból származó figurák ma a freisingi dóm múzeumában láthatók.

#### Menyasszonyi portál / Donát-portál és az alapkő
A délkeleti kaput „Brautportal” (menyasszonyi kapu) vagy Donatusportal (Donát-kapu) néven emlegetik. Korábban Schrannentor (piaci kapu) néven is ismert volt. Időnként ez volt a leggyakrabban használt bejárat, mivel a Schrannenmarkt (gabonapiac) felé nézett, a mai Marienplatz felé. Szent Donátnak, Arezzo védőszentjének, a meisseni dóm társvédőszentjének szentelték, ahonnan Szent Benno ereklyéit átszállították ide. Valószínűleg kedvező közlekedési elhelyezkedése miatt ez az egyetlen templomkapu, amely gazdagon profilált gótikus kerettel rendelkezik, apró figurális díszítéssel két archivoltban, amely 1480 körül készült, és 1860-ban egészült ki. A keret figurái a külső körben női szentek, a belső körben pedig férfi szentek. A külső archivoltban egy angyali üdvözlet is látható. A bal oldalon álló angyal azonban nem a templom építésének idejéből származik, hanem 1896-ban készült. A portál oldalain a Szűz Mária és a Fájdalmas Szűz ábrázolásai láthatók, amelyek 1430 körül készültek. A portál jobb oldalán egy fogadalmi tábla található, amelyen az 1468-as alapkőletétel felirata olvasható.
A szöveg felett egy dombormű látható, amely bal oldalon Zsigmond herceg (1439–1501) címerét, középen pedig őt magát térdelő helyzetben ábrázolja, amint a jobb oldalán álló Madonna előtt imádkozik. Zsigmond 1467-ben visszavonult a hatalmi ügyekből, a kormányzást IV. Albert vette át. Zsigmond viszont tétlenül töltötte idejét, ámmegtartotta a Frauenkirche feletti patronátust, ezért ő is szerepel az alapkő feliratán. A portál felett egy napóra van festve a falra, amely kissé kiemelkedik onnan.

#### Benno-portál
A hajó északkeleti részén két sekrestyeépület található: a legészakibb kórusablak alatt található egykori gótikus sekrestye ma az imatermet és szentségi kápolnát rejti. Nyugaton a barokk stílusban épült mai  sekrestye csatlakozik hozzá, amelyet a szomszédos portál után Bennosakristei néven emlegetnek. A portál a város és a tartomány védőszentjének, Meißeni Szent Bennonak van szentelve, akinek ereklyéi a reformáció során Münchenbe lettek menekítve.

#### Szixtusz-portál
Az északnyugati portál Szent II. Szixtusz pápa tiszteletére lett szentelve. Ez a pápa és vértanú a schlierseei kolostor védőszentje, és a kolostor összevonása óta a Miasszonyunk templom társvédőszentje. A portált egykor díszítő alakok ma már nem ismertek, de lehetséges, hogy eredetileg itt állt a szentségtárban található kőből faragott Megváltó-szobor. A portál bal oldalán egy érdekes részlet található. Egy menedékjel (keresztfejű szár, fordított háromszög alakú talppal, mint a főportálon), amely védelmet jelezte az üldözötteknek. Ez a gyakorlat hosszú ideig feledésbe merült, de az utóbbi időben újra megjelenik, mivel a templom befogadta azokat a személyeket, akiket ki akartak toloncolni. A portállal szemben áll a Bennobrünnlein, Josef Henselmann 1972-es műve, amely a háborúban megsemmisült régi kutat váltotta fel.

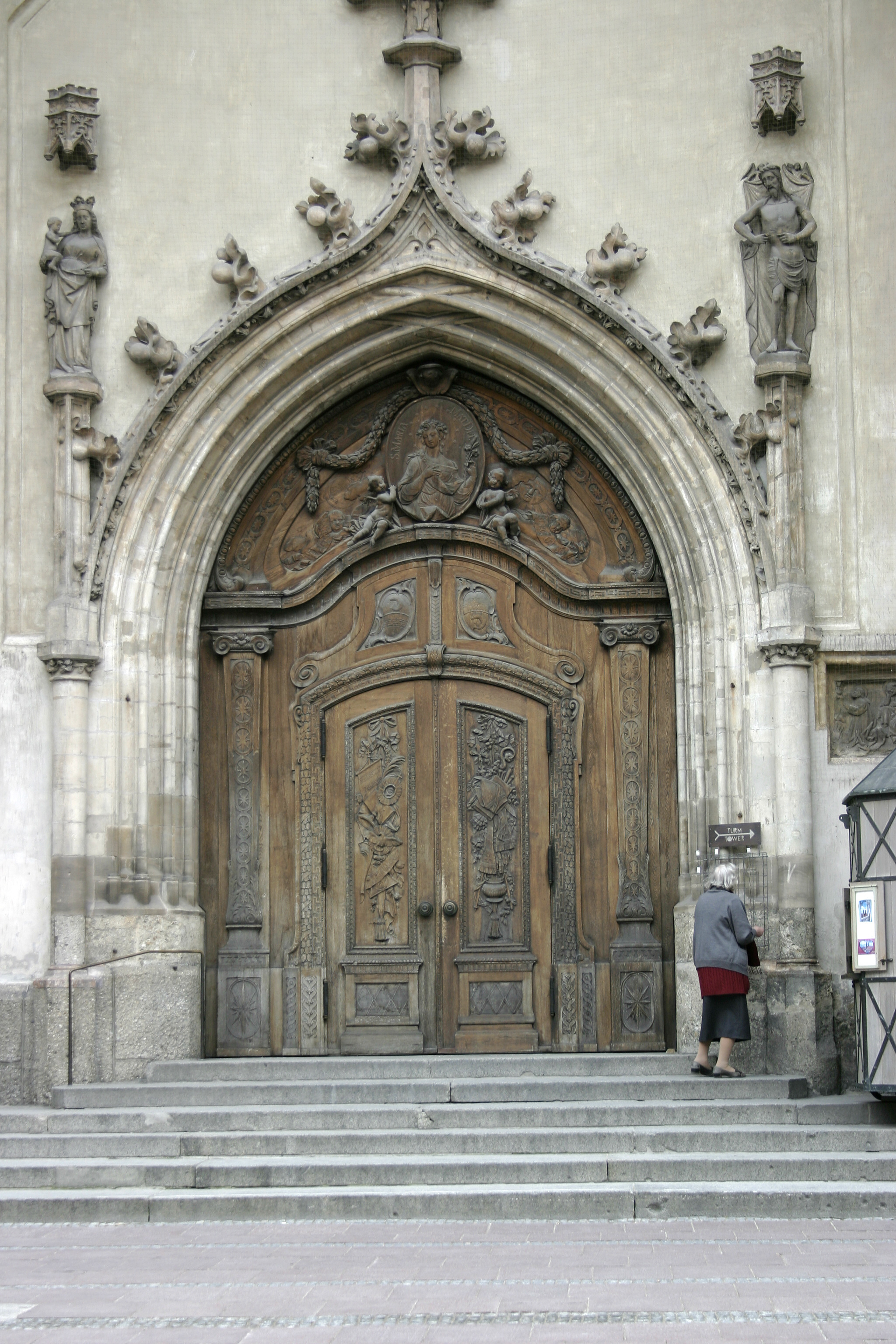
A főportál
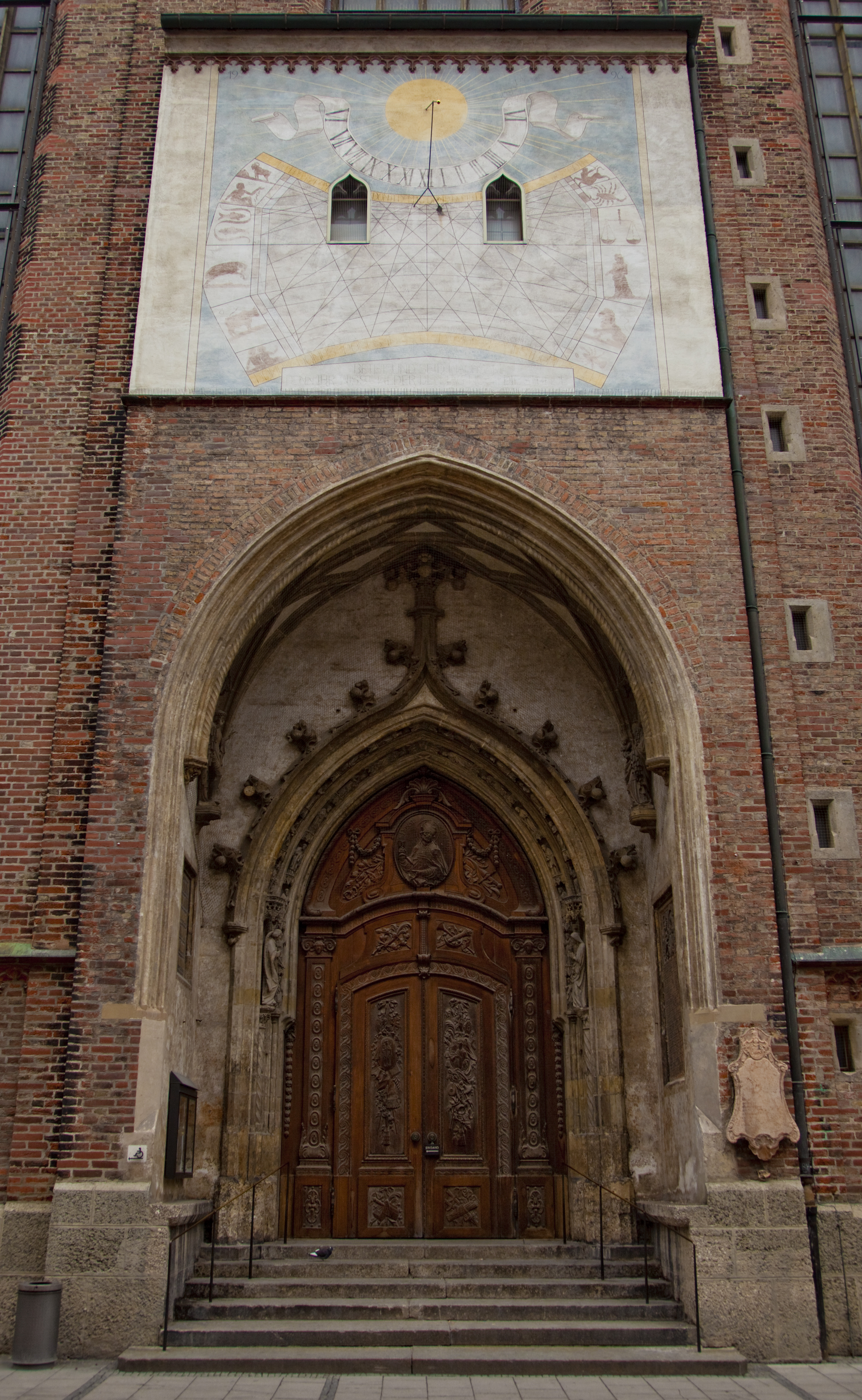
A Donát-portál és a felette lévő napóra
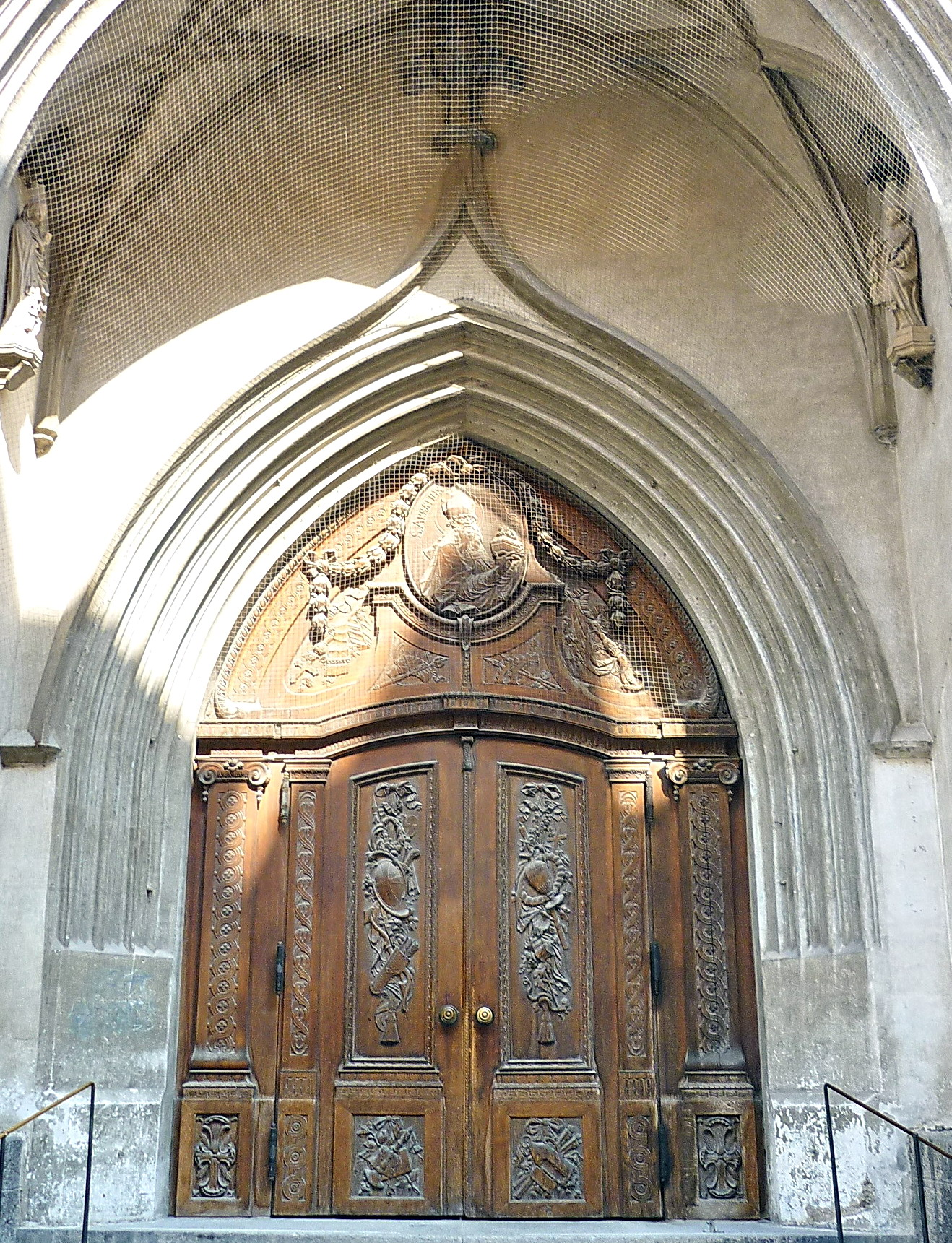
A déli Arsatius-portál
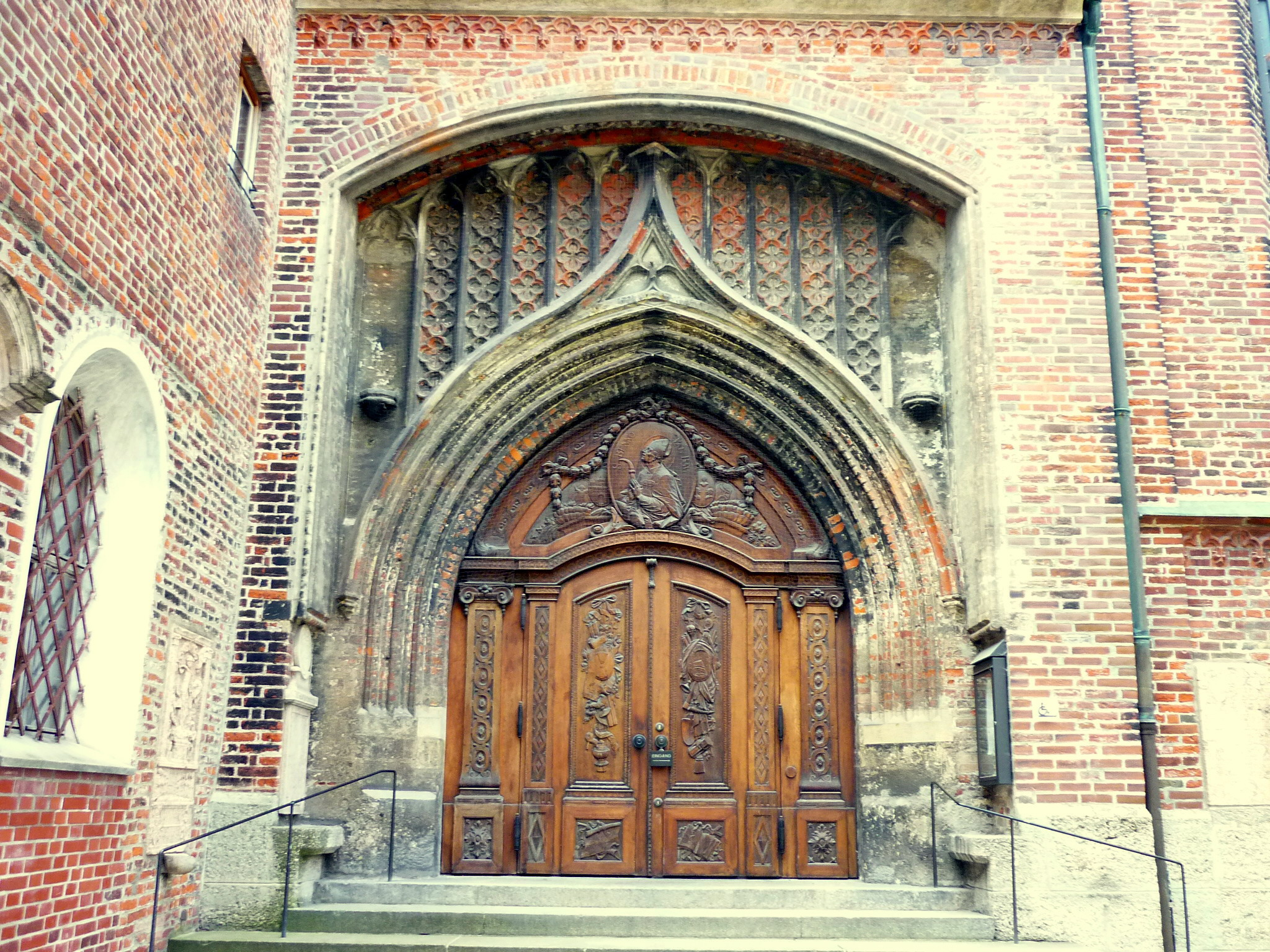
Az északnyugati Benno-portál
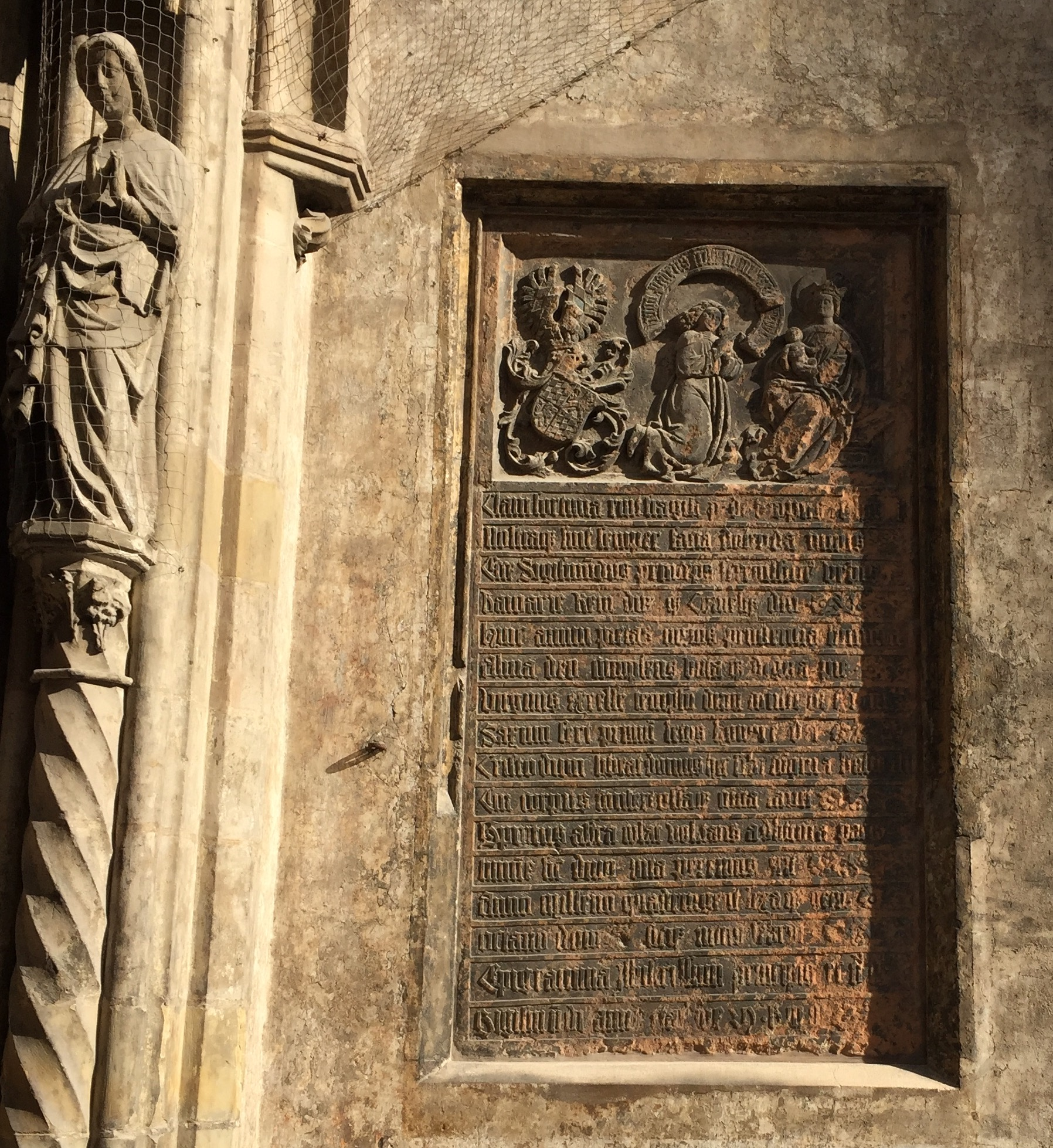
A Frauenkirche alapköve
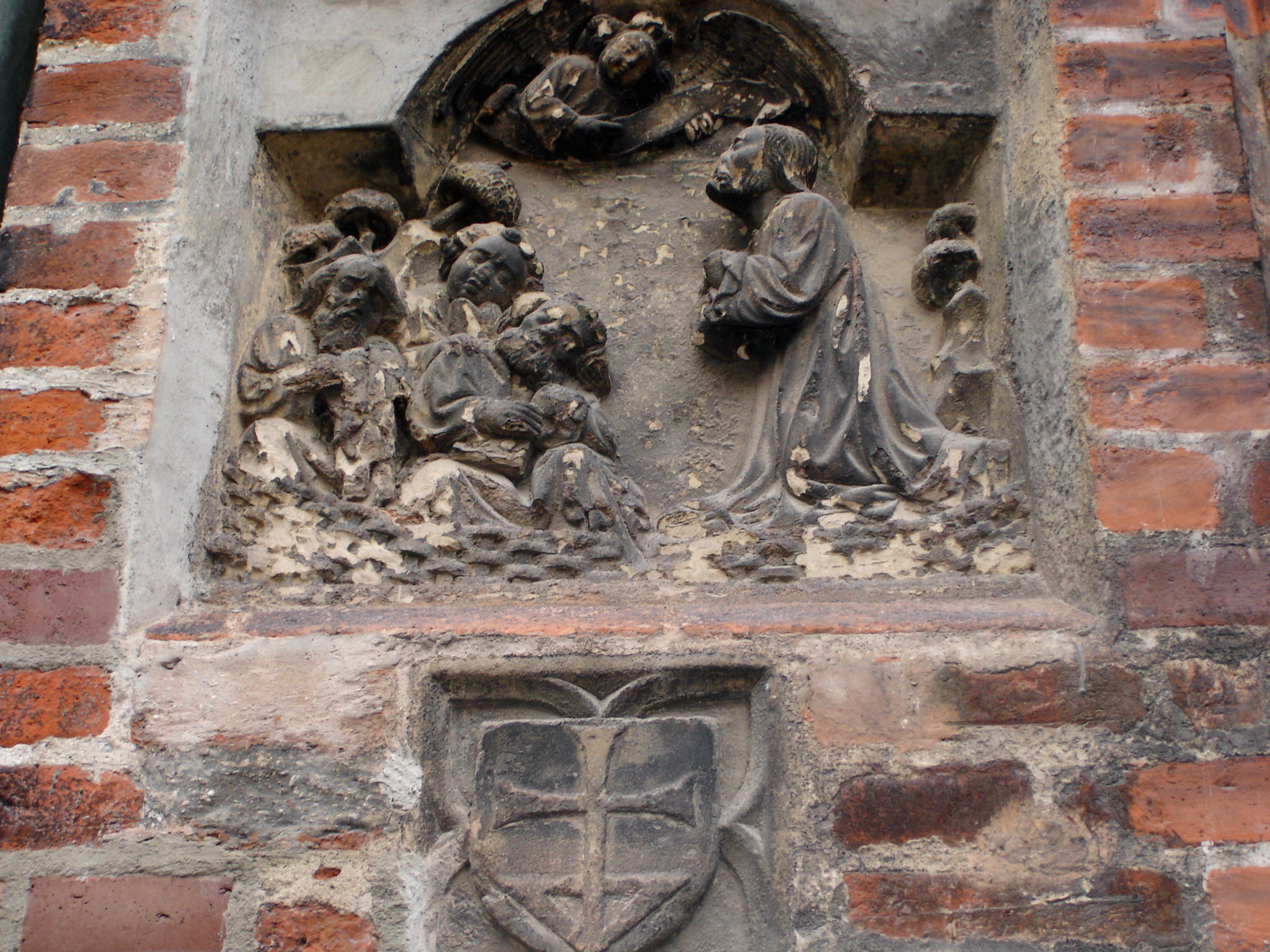
A Szixtusz-portál menedékjegye

## Az épület belseje
A hosszú oldalak és a kórus körfolyosójának magas ablakai, a karcsú oszlopok és a templomterem világos falfestése könnyed légkört teremtenek. Az előcsarnokba lépve tizenegy oszloppár látható fehér falként. Ezek a nyolcszögletű, díszítés nélküli oszlopok három hajóra osztják a teret. A padló rombuszmintás, zöldes-kékes és vöröses kövekből áll. A mennyezet a legszebb késő gótikus stílusban csillagboltozatként van kialakítva. A boltív oszlopai nagyon magasan helyezkednek el, és a 1989-94-es restaurálás után ismét az eredeti finom okker színűek. Az oszlopok tövében sok kis színesre festett konzolfigura látható, néhányuk grimaszol. Ezek a portrék a templom építésében részt vevő kézművesekről a késő középkorban megnövekedett polgári önbizalmat fejezik ki. A középső és oldalsó hajók boltívcsúcsai körülbelül a körbefutó tufakő fríz magasságában vannak, amint az a 1945-1946-ban elpusztult templomról készült ábrázolásokon is látható. Közepes magasságból, például a közeli Új városháza tornyából készült felvételek alapján ez a torony magasságának jó egyharmada. A 21 kápolna az oldalakon és a körfolyosón, mint már említettük, egymástól belső támpillérekkel van elválasztva. Boltozatuk csúcsa néhány méterrel alacsonyabban van.
A müncheni dóm belsejében a visszhang időtartama a 1990 és 1994 közötti felújítás során beépített csiszolt márványpadló óta körülbelül 11,5 másodperc.

## Kripta
A mai kripta 1971-ben jött létre a kórus szintjének leeresztésével, de már a háború utáni újjáépítés után egy a korábbinál nagyobb kripta jött létre. A terem egyszerű, téglafalakkal és betongerendás mennyezettel.

### A Wittelsbach-kripta
Az altemplom átalakításakor a Frauenkirchében eltemetett Wittelsbachok koporsóit új fali fülkékbe helyezték át, és sírlapok mögé falazták be. Az itt eltemetett személyek korábban részben más helyeken voltak eltemetve, például a Wittelsbach-ház egyik mellékágának, a Wartenberg-háznak a tagjai.
A Wartenberg-ház ősapja, Ferdinánd bajor herceg Münchenben alapította a Tolentinói Szent Miklós- és Szent Sebestyén-templomot, valamint a családi temetőt, ahol felesége és legtöbb leszármazottja talált végső nyughelyre. Ferdinánd herceg maga már 1608-ban, halála után a Frauenkirchében lett eltemetve. Miután a Szent Miklós- és Szent Sebestyén-templomot 1807-ben profánizálták és elárverezték, I. Miksa király 1808-ban elrendelte a Wartenberg-ház 24 ott eltemetett tagja maradványainak átszállítását a Frauenkirchébe; 1823-ban új koporsókba helyezték őket.
Az altemplom bejárati falán ma feliratok emlékeztetnek a következő Wittelsbachokra, akik itt vannak eltemetve (az uralkodók kiemelve dőlt betűvel):
1. Beatrix von Schlesien-Schweidnitz, bajor hercegnő, német királyné (* 1290 körül; † 1322. augusztus 24.) – (IV. Lajos király első felesége)
2. IV. Lajos német-római császár (* 1282; † 1347. október 11.)
3. Lajos herceg (* 1347; † 1348)
4. Erzsébet, Bajorország hercegnője (* 1309 körül; † 1349. március 21.) – (II. István herceg első felesége)
5. Ágnes bajor hercegnő († 1352. november 11.), stigmatizált klarissza apáca
6. Margit hercegnő, Horvátország hercegnője (* 1325; † 1360)
7. V. Lajos, brandenburgi őrgróf, Felső-Bajorország hercege (* 1315; † 1361. szeptember 18.)
8. II. István, Bajorország hercege (* 1316. december 22.; † 1375. május 13.)
9. Margit, Bajorország hercegnője (* 1333; † 1377. szeptember 19.) – (II. István herceg második felesége)
10. II. János, Bajorország-München hercege (* 1341; † 1397. augusztus 8.)
11. Erzsébet bajor-müncheni hercegnő (* 1374; † 1432. február 2.)
12. III. Vilmos, Bajorország-München hercege (* 1375; † 1435. szeptember 12.)
13. Ernst, Bajorország-München hercege (* 1373; † 1438. július 2.)
14. Adolf, Bajorország-München hercege (* 1434. január 7.; † 1441)
15. Barbara hercegnő (* 1454. június 9.; † 1472. június 24.), klarissza
16. Zsuzsanna hercegnő (* 1499. július 15.; † 1500)
17. Zsigmond, Bajorország-München hercege (* 1439. július 26.; † 1501. február 1.)
18. Szidónia hercegnő (* 1488. május 1.; † 1505. március 27.)
19. IV. Albert, Bajorország-München hercege (* 1447. december 15.; † 1508. március 18.)
20. Habsburg Kunigunda bajor hercegné (* 1465. március 16.; † 1520. augusztus 6.) – (IV. Albert herceg első felesége)
21. Vilmos herceg (* 1529. február 17.; † 1530. október 22.)
22. Zsuzsanna hercegnő (* 1502. április 2.; † 1543. április 23.)
23. IV. Vilmos, Bajorország hercege (* 1493. november 13.; † 1550. március 7.)
24. Ernst, Salzburg és Passau adminisztrátora, Glatz grófság zálogjogának birtokosa (* 1500. június 13.; † 1560. december 7.)
25. V. Albert, Bajorország hercege (* 1528. február 29.; † 1579. október 24.)
26. Jakobäa Maria hercegnő (* 1507. június 25.; † 1580. november 16.)
27. Habsburg Anna bajor hercegné (* 1528. július 7.; † 1590. október 16.) – (V. Albert herceg felesége)
28. Fülöp Vilmos herceg, bíboros, Regensburg érseke (* 1576. szeptember 22.; † 1598. május 18.)
29. Ferdinánd herceg, a Wartenberg-ág alapítója (* 1550. január 20.; † 1608. január 30.)
30. Maximiliána Mária hercegnő (* 1552. július 4.; † 1614. július 11.)
31. Mária Pettenbeck (* 1573. február 5.; † 1619. december 5.) – (Ferdinánd herceg felesége)
32. Albert von Wartenberg gróf (* 1601. május 3.; † 1620. december 6.)
33. Mária Renáta hercegnő (* 1616. augusztus 3.; † 1630. március 1.)
34. Károly János Ferenc herceg (* 1618. november 10.; † 1640. május 19.)
35. Anna Julianna von Wartenberg grófnő (* 1611; † 1650. július 8.)
36. Mária Klaudia von Wartenberg grófnő (* 1632. május 26.; † 1663. július 27.)
37. Ferdinánd Ernst von Wartenberg gróf (* 1630. május 20.; † 1675. szeptember 1.)
38. Ferdinánd Marquard von Wartenberg gróf (* 1673. május 25.; † 1730. április 4.)
39. Mária Anna Karolina hercegnő (* 1696. augusztus 4.; † 1750. október 9.), klarissza
40. Notburga Karolina Mária hercegnő (* 1883. március 19.; † 1883. március 24.) – (III. Lajos király lánya)
41. Dietlinde Mária Terézia hercegnő (* 1888. január 2.; † 1889. február 14.) – (III. Lajos király lánya)
42. Wolfgang herceg (* 1879. július 2.; † 1895. január 31.) – (III. Lajos király fia)
43. Habsburg–Estei Mária Terézia Henrietta főhercegnő (* 1849. július 2.; † 1919. február 3.) – (III. Lajos király felesége)
44. III. Lajos bajor király, Bajorország és a Wittelsbach-ház utolsó uralkodója (* 1845. január 7.; † 1921. október 18.)
45. Károly herceg (* 1874. április 1.; † 1927. május 9.) – (III. Lajos király fia)
46. Hildegard hercegnő (* 1881. március 5.; † 1948. február 2.) – III. Lajos király lánya

### Oltár és püspöki sírok
A püspöki kriptát a második világháborút követő felúsítás során alakították ki. A kripta nyugati fala előtt egy egyszerű oltár áll. Az oltárkép Karl Caspar expresszionista stílusú passió-triptichonját ábrázolja, és 1916-17-ben készült. A központi kép egy Pietà, amely utalás az első világháborúban elesett fiaikat gyászoló anyák fájdalmára. Az oltárkompozíció bal oldalán, a falfülkékben, sírlapok mögött vannak eltemetve a 1952 óta elhunyt München-Freisingi érsekek:
1. Michael von Faulhaber bíboros (* 1869. március 5.; † 1952. június 12.; érsek 1917–1952)
2. Joseph Wendel bíboros (* 1901. május 27.; † 1960. december 31.; érsek 1952–1960)
3. Julius Döpfner bíboros (* 1913. augusztus 26.; † 1976. július 24.; érsek 1961–1976)

Az őt követő érseket, Joseph Ratzingert 2005-ben XVI. Benedek néven római pápává választották, és 2022-es halálát követően a Szent Péter-bazilikában temették el.

## Harangok

### Jellemzőik
A Frauenkirche harangegyüttese tíz darab, a 14., 15., 17. és 21. századból származó harangból áll, és Németország egyik legjelentősebb harangegyüttese. Jellegzetes mind az egyes harangok nagyon különböző hangzásának összeállítása, mind a hangzás alapjának számító, körülbelül nyolc tonnás Susanna vagy Salveglocke harang. 1490-ben Hans Ernst stuttgarti harangöntő öntötte IV. Albert megbízásából Regensburgban. Máig Bajorország legnagyobb templomi harangjai közé tartozik, és Európa egyik legszebb hangú középkori harangjaként tartják számon, bár méretben és hírnévben némileg elmarad a kölni Pretiosa, valamint a minden harangok királynőjének tartott erfurti Gloriosa mellett.
Rendszeresen tartanak harangkoncerteket, például Szent Benno vagy Nagyboldogasszony ünnepén.

### Összefoglaló táblázat
| Sorszám | Név                       | Kép            | Hang | Öntés éve  | Harangöntőmester, öntés helye | Átmérő (mm) | Tömeg (kg) | Hangmagasság (a1=435 Hz) | Torony |
| 01      | Susanna (Salveglocke)     | Susanna        |      | 1490       | Hanns Ernst, Regensburg       | 2060        | ≈8000      | A0                       | Északi |
| 02      | Frauenglocke              | Frauenglocke   |      | 1617       | Bartholomaeus Wengle, München | 1665        | ≈3000      | c1                       | Északi |
| 03      | Bennoglocke               | Bennoglocke    |      | 1617       | Bartholomaeus Wengle, München | 1475        | ≈2100      | d1                       | Déli   |
| 04      | Winklerin                 | Winklerin      |      | 1451       | Meister Paulus, München       | 1420        | ≈2000      | es1                      | Északi |
| 05      | Praesenzglocke            |                |      | 1492       | Ulrich von Rosen, München     | 1320        | ≈1600      | e1                       | Déli   |
| 06      | Cantabona                 | Cantabona      |      | 2003       | Rudolf Perner, Passau         | 1080        | ≈0.870     | g1                       | Déli   |
| 07      | Frühmessglocke            | Frühmessglocke |      | 1442       | Meister Paulus, München       | 1050        | 0.≈800     | a1                       | Déli   |
| 08      | Speciosa                  | Speciosa       |      | 2003       | Rudolf Perner, Passau         | 0.890       | ≈0.540     | ces2                     | Déli   |
| 09      | Michaelsglocke            | Michaelglocke  |      | 2003       | Rudolf Perner, Passau         | 0.840       | ≈0.440     | c2                       | Déli   |
| 10      | Klingl (Chorherrenglocke) | Klingl         |      | 14. század | ismeretlen                    | 0.740       | 0.≈350     | es2                      | Déli   |

## Érdekességek

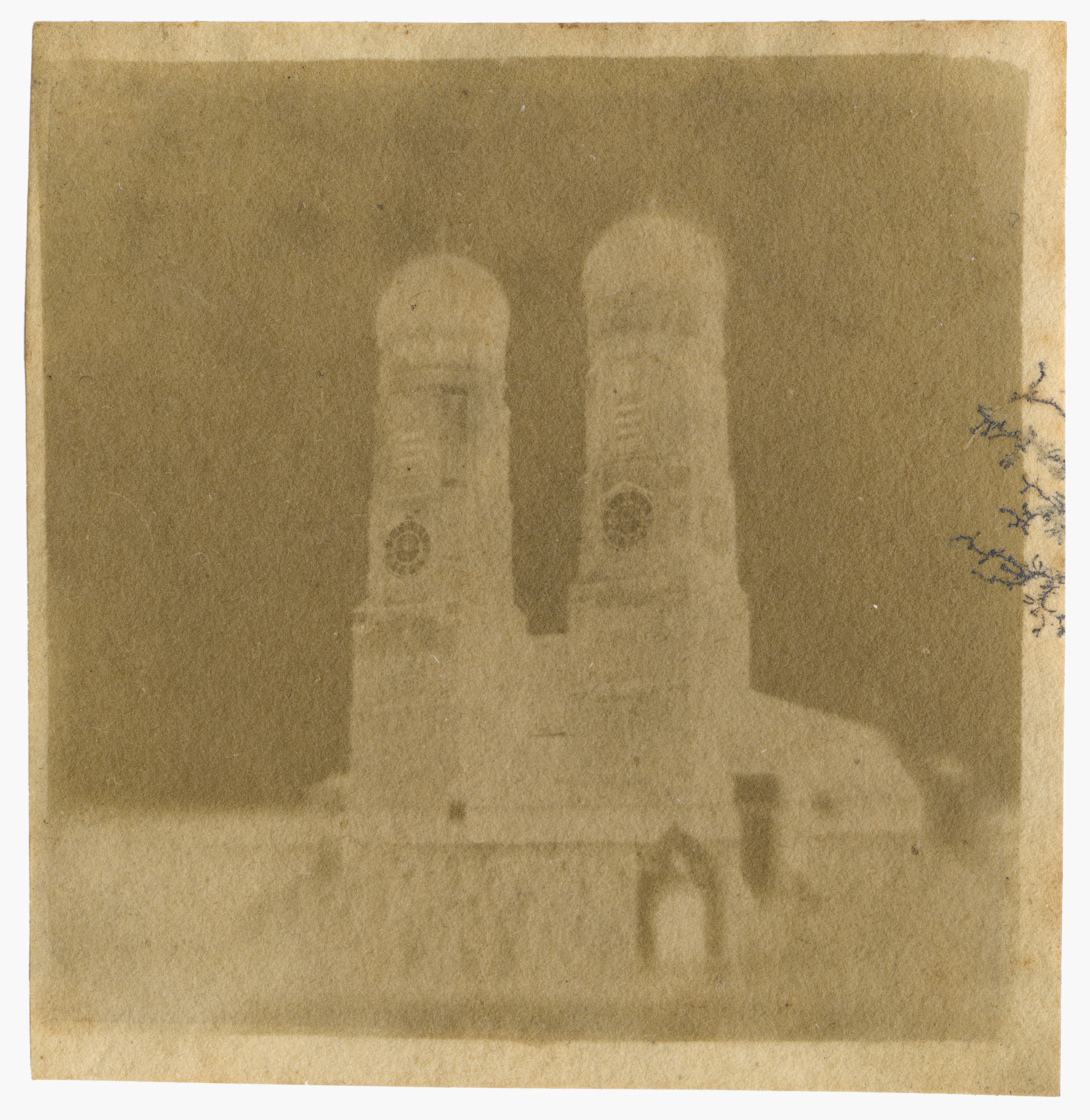
Az első német fénykép: Franz von Kobell sópapír negatív felvétele a Frauenkirchéről (1837)

A templom a bajor műemlékek listáján a D-1-62-000-1808 szám alatt szerepel. 1994-ben a német posta a 500 éves jubileum alkalmából egy 100 pfennig értékű különleges bélyeget adott ki.
2024-ben a Deutsches Museum archívumában egy 4 × 4 cm-es fényképet találtak a Frauenkirchéről. A felvételt (sópapír negatív) Franz von Kobell készítette, és 1837-re datálható. Ezzel ez Németország legrégebbi fényképe.
A Frauenkirche északi tornyában számos távközlési berendezés található. A korábban a Bundesnachrichtendienst (BND) által használt reléállomást időközben eltávolították.
A müncheni dómból rendszeresen közvetítenek istentiszteleteket: hétfőtől péntekig 18:00 órakor, vasárnap pedig 10:00 órakor videó-livestream formájában a Müncheni és Freisingi érsekség honlapján. A Müncheni Egyházi Rádió DAB+ frekvencián sugároz a Müncheni agglomerációban.

## Külső hivatkozások
- A müncheni dóm honlapja (németül)
- A münchen-freisingi érsekség (németül)

## Fordítás
- Ez a szócikk részben vagy egészben  a   Frauenkirche (München) című német Wikipédia-szócikk ezen változatának fordításán alapul.  Az eredeti cikk szerkesztőit annak laptörténete sorolja fel. Ez a jelzés csupán a megfogalmazás eredetét és a szerzői jogokat jelzi, nem szolgál a cikkben szereplő információk forrásmegjelöléseként.